# Мы пред врагом не спустили... (альбом)
«Мы пред врагом не спустили...» — шестой студийный альбом белорусской группы «Садъ». Выпущен в 1997 году минской звукозаписывающей компанией «Vigma».

## Об альбоме
«Мы пред врагом не спустили...» — слова из русской песни Ф. Богородицкого и Я. Репнинского «Плещут холодные волны», написанной в 1904 году. Альбом записывался на собственной студии «Green-House» в Бресте, по словам лидера группы Владимира Серафимова, на аппаратуре, не предназначенной для записи. Скорее, на ней можно было только играть. Но в результате усилий Анатолия Харитонова получилось неплохо. Ещё до официального выхода альбома, благодаря пиратским копиям в виде магнитофонных кассет, песни из него услышали во многих городах России, Украины и Белоруссии. В сентябре 1997 года журнал Fuzz удостоил альбом положительной рецензии:

Не хотелось бы впадать в патетический восторг, но, честно говоря, давно не было слышно ничего подобного.— Елена Вишня, журнал «Fuzz»
.
Позднее рецензии появились в минской «Музыкальной газете», в брянской газете «OR» и других региональных музыкальных изданиях. С выходом альбома в биографии группы начался качественно новый этап. В 2006 году «Мы пред врагом не спустили...» был выпущен в обновлённой версии компанией «АВК Продакшн».

## Список композиций
| №                   | Название            | Длительность |
| ------------------- | ------------------- | ------------ |
| 1.                  | «Колхозный панк»    | 3:08         |
| 2.                  | «Ангел»             | 3:24         |
| 3.                  | «Вишня»             | 2:39         |
| 4.                  | «Шут»               | 2:18         |
| 5.                  | «Терминатор»        | 4:53         |
| 6.                  | «На берегу»         | 3:29         |
| 7.                  | «Валенки»           | 2:01         |
| 8.                  | «Огоньки»           | 3:32         |
| 9.                  | «В Месте»           | 2:07         |
| 10.                 | «Фонарщик»          | 4:32         |
| 11.                 | «Листья»            | 3:34         |
| 12.                 | «Медведь»           | 4:12         |
| Общая длительность: | Общая длительность: | 40:29        |

## Участники записи
- Владимир Серафимов — вокал, гитара
- Анатолий Харитонов — бас-гитара, клавишные, аранжировка, звукорежиссура
- Виталий Кунц — барабаны
- Алексей Козлов — аккордеон, тромбон
- Музыка и слова — Владимир Серафимов
- Сведение и мастеринг — Анатолий Харитонов на студии звукозаписи «Green-House» в Бресте.